# Платија
Платија (грч. Πλατεία) је насељено место у општини Бешичко Језеро у периферији Средишња Македонија, Грчка. Према попису из 2021. године био је 41 становник.
Насеље је 1913. године имало 325 житеља Турака. Године 1924. турско становништво је принудно исељено у Турску а на њихово место су насељене грчке избегличке породице из Понта и Кавказа. На попису из 1928. године Платија је имала 208 становника. Село се раније звало Аланли.